# Juan Aguilera
Juan Aguilera Herrera (Barcelona, 22 de marzo de 1962-Barcelona, 25 de marzo de 2025) fue un tenista español que ganó varios títulos ATP en individuales, en donde alcanzó el 7º puesto en la Lista ATP.

## Biografía
Especialista en tierra batida, su mayor triunfo fue en el torneo de Hamburgo, en 1990, donde derrotó por 3 sets a 0 al alemán Boris Becker, convirtiéndose así en el primer tenista español en ganar un ATP Tour Masters 1000.
Falleció a los 63 años en Barcelona el 25 de marzo de 2025 tras una larga enfermedad.

## Títulos (5)

### Individuales (5)
| Leyenda                |
| Grand Slam (0)         |
| Tennis Masters Cup (0) |
| ATP Masters Series (1) |
| ATP Tour (4)           |

| N.º | Fecha               | Torneo                   | Superficie    | Oponente en la final          | Resultado           |
| --- | ------------------- | ------------------------ | ------------- | ----------------------------- | ------------------- |
| 1.  | 29 de abril de 1984 | Aix-en-Provence, Francia | Tierra batida | Fernando Luna (España)        | 6-4 7-5             |
| 2.  | 12 de mayo de 1984  | Hamburgo, Alemania       | Tierra batida | Henrik Sundstrom (Suecia)     | 6-4 2-6 2-6 6-4 6-4 |
| 3.  | 25 de junio de 1989 | Bari, Italia             | Tierra batida | Marian Vajda (Checoslovaquia) | 4-6 6-3 6-4         |
| 4.  | 22 de abril de 1990 | Niza, Francia            | Tierra batida | Guy Forget (Francia)          | 2-6 6-3 6-4         |
| 5.  | 5 de julio de 1990  | Hamburgo TMS, Alemania   | Tierra batida | Boris Becker (Alemania)       | 6-1 6-0 7-6         |

### Finalista en individuales (4)
- 1983: Burdeos (pierde ante Pablo Arraya).
- 1989: Saint Vicent (pierde ante Franco Davín).
- 1990: San Remo (pierde ante Jordi Arrese).
- 1990: Palermo (pierde ante Franco Davín).

### Clasificación en torneos del Grand Slam
| Torneo             | 1991 | 1990 | 1989 | 1988 | 1987 | 1986 | 1985 | 1984 | 1983 | 1982 | 1981 | Títulos |
| ------------------ | ---- | ---- | ---- | ---- | ---- | ---- | ---- | ---- | ---- | ---- | ---- | ------- |
| Australian Open    | -    | -    | -    | -    | -    | -    | -    | -    | -    | -    | -    | 0       |
| Roland Garros      | 1r   | 2r   | -    | -    | -    | 2r   | 3r   | 4r   | 1r   | -    | -    | 0       |
| Wimbledon          | 1r   | 3r   | -    | -    | -    | -    | -    | -    | -    | -    | -    | 0       |
| US Open            | -    | 1r   | -    | -    | -    | -    | -    | 2r   | -    | -    | -    | 0       |
| Tennis Masters Cup | -    | -    | -    | -    | -    | -    | -    | -    | -    | -    | -    | 0       |